# Championnats de Belgique de Scrabble francophone
Les Championnats de Belgique de Scrabble francophone sont organisés par la Fédération belge de Scrabble.
Le championnat individuel de Scrabble duplicate se déroule en cinq manches. Depuis 2007, il fait partie du Festival de Belgique de Scrabble francophone et est ouvert à tous les licenciés de la Fédération internationale de Scrabble francophone, qui ne peuvent toutefois prétendre au titre de champion de Belgique. 
Il existe un championnat par Paires depuis 1974 et un championnat en Blitz (une minute de réflexion par coup) depuis 2000.
En Scrabble classique, un championnat eu lieu en 2003, puis chaque année à partir de 2006. 
Il existe également des championnats de Belgique de Scrabble, classique et duplicate, en néerlandais.

## Scrabble duplicate

### Championnat de Belgique Individuel
Le premier championnat de Belgique de première série eut lieu en 1973, en deux manches duplicate. Depuis 1974 le tournoi se déroule en 5 manches. Christian Pierre a remporté 20 des 44 éditions. En 1994, Christian Pierre et Jean-Pierre Hellebaut ont été départagés par le nombre de tops manqués.
| Année | Podium                                                               |
| ----- | -------------------------------------------------------------------- |
| 1973  | 1. Marie Bronchart, 2. Jean-Luc Bocken, 3. Sarah Wolfowicz           |
| 1974  | 1. Dominique Darmstaetder, 2. Jean Dubois, 3. Marc Selis             |
| 1975  | 1. Luc Sorel, 2. Marc Selis, 3. Jacques Crame                        |
| 1976  | 1. Catherine Fortemps de Loneux, 2. Yvon Duval, 3. Luc Sorel         |
| 1977  | 1. Yvon Duval, 2. Jean-Marie David, 3. Agnès Lempereur               |
| 1978  | 1. Jean-Marie David, 2. Georges Lavigne, 3. Yvon Duval               |
| 1979  | 1. Yvon Duval, 2. Marion Gueben, 3. Guy De Bruyne                    |
| 1980  | 1. Yvon Duval, 2. Georges Lavigne, 3. Marc Selis                     |
| 1981  | 1. Yvon Duval, 2. Eddy Clauwaert, 3. Georges Lavigne                 |
| 1982  | 1. Yvon Duval, 2. Jean Zengers, 3. Marc Selis                        |
| 1983  | 1. Thierry Mues, 2. Eddy Clauwaert, 3. Georges Lavigne               |
| 1984  | 1. Thierry Mues, 2. Georges Lavigne, 3. Jean Zengers                 |
| 1985  | 1. Eddy Clauwaert, 2. Thierry Mues, 3. Daniel Castelet               |
| 1986  | 1. Thierry Maere, 2. Eddy Clauwaert, 3. Christian Pierre             |
| 1987  | 1. Christian Pierre, 2. Thierry Maere & Eddy Clauwaert               |
| 1988  | 1. Christian Pierre, 2. Eddy Clauwaert, 3. Pierre Nizet              |
| 1989  | 1. Eddy Clauwaert, 2. Christian Pierre, 3. Jean-Luc Dives            |
| 1990  | 1. Christian Pierre, 2. Eddy Clauwaert, 3. Thierry Mues              |
| 1991  | 1. Christian Pierre, 2. Jean-Pierre Hellebaut, 3. Philippe Ruche     |
| 1992  | 1. Christian Pierre, 2. Jérôme le Maire 3. Jean-Pierre Hellebaut     |
| 1993  | 1. Christian Pierre, 2. Philippe Ruche, 3. Luc Fery                  |
| 1994  | 1. Christian Pierre, 2. Jean-Pierre Hellebaut, 3. Eric Vennin        |
| 1995  | 1. Vincent de Ceuninck, 2. Christian Pierre, 3. Philippe Loncke      |
| 1996  | 1. Christian Pierre, 2. Philippe Loncke, 3. Philippe Ruche           |
| 1997  | 1. Jean-Pierre Turpin, 2. Christian Pierre, 3. Jean-Luc Dives        |
| 1998  | 1. Jérôme le Maire, 2. Jean-Pierre Turpin, 3. Christian Pierre       |
| 1999  | 1. Vincent de Ceuninck, 2. Christian Pierre et Philippe Ruche        |
| 2000  | 1. Christian Pierre, 2. Philippe Ruche, 3. Jérôme le Maire           |
| 2001  | 1. Christian Pierre, 2. Jérôme le Maire, 3. Philippe Ruche           |
| 2002  | 1. Christian Pierre, 2. Philippe Ruche, 3. Eric Vennin               |
| 2003  | 1. Philippe Ruche, 2. Christian Pierre, 3. Eric Vennin               |
| 2004  | 1. Christian Pierre, 2. Philippe Ruche, 3. Jérôme le Maire           |
| 2005  | 1. Jérôme le Maire, 2. Paul Fraiteur, 3. Eric Vennin                 |
| 2006  | 1. Jérôme le Maire, 2. Christian Pierre, 3. Jean-Luc Dives           |
| 2007  | 1. Christian Pierre, 2. Jean-Luc Dives, 3. Jérôme le Maire           |
| 2008  | 1. Christian Pierre, 2. Christophe Raucq, 3. Philippe Ruche          |
| 2009  | 1. Christian Pierre, 2. Eric Vennin, 3. Philippe Ruche               |
| 2010  | 1. Jean-Luc Dives, 2. Louis Eggermont, 3. Philippe Ruche             |
| 2011  | 1. Christian Pierre, 2. Jean-Luc Dives, 3. Romain Santi & Eric Leroy |
| 2012  | 1. Christian Pierre, 2. Louis Eggermont, 3. Philippe Ruche           |
| 2013  | 1. Christian Pierre, 2. Eric Vennin, 3. Romain Santi                 |
| 2014  | 1. Christian Pierre, 2. Philippe Ruche, 3. Louis Eggermont           |
| 2015  | 1. Christian Pierre, 2. Eric Vennin, 3. Raymond Zakhia               |
| 2016  | 1. Louis Eggermont, 2. Christophe Raucq, 3. Bernard Selke            |
| 2017  | 1. Christian Pierre, 2. Philippe Ruche, 3. Eric Vennin               |
| 2018  | 1. Louis Eggermont, 2. Philippe Ruche, 3. Christian Pierre           |
| 2019  | 1. Paul Fraiteur, 2. Christian Pierre, 3. Louis Eggermont            |
| 2021  | 1. Philippe Ruche, 2. Louis Eggermont, 3. Christian Pierre           |
| 2022  | 1. Christian Pierre, 2. Louis Eggermont, 3. Philippe Ruche           |
| 2023  | 1. Louis Eggermont, 2.Eric Vennin , 3. Christian Pierre              |

#### Statistiques
- Le moins de points perdus : 6 par Christian Pierre en 2000
- Première partie au top (aucun point perdu) : Eddy Clauwaert en 1986
- Le plus de joueurs au top sur une partie : 21 (2006)
- Le coup le plus cher : CODIFIEE, 203 points (1983)
- Le dernier solo : CAPEYIE(Z), 40 points, en triple appui, est l'oeuvre de Paul Fraiteur (2019).
- La partie la plus chère : top à 1120 points, lors de la troisième manche en 2019.

### Championnat de Belgique en paires
| Année | Vainqueur               |                         |
| ----- | ----------------------- | ----------------------- |
| 1974  | Jacques Crame           | Patrick Spaeter (F)     |
| 1975  | Jacques Crame           | Patrick Spaeter (F)     |
| 1976  | Maurice-André Van Gysel | Marie Van Gysel         |
| 1977  | Maurice-André Van Gysel | Marie Van Gysel         |
| 1978  | Serge Gielbartowicz     | Patrick Spaeter (F)     |
| 1979  | Yvon Duval              | Joseph Vergnani         |
| 1980  | Pierre Lempereur        | Maurice-André Van Gysel |
| 1981  | Michel Crucifix         | Alain Lisens            |
| 1982  | Philippe Beugnies       | Yvon Duval              |
| 1983  | Philippe Beugnies       | Yvon Duval              |
| 1984  | Guy De Bruyne           | Maurice Mignolet        |
| 1985  | Paul Fraiteur           | André Tricnaux          |
| 1986  | Jean-Luc Dives          | Stéphane Ricour         |
| 1987  | Georges Lavigne         | Christian Pierre        |
| 1988  | Jean-Luc Dives          | Stéphane Ricour         |
| 1989  | Georges Lavigne         | Christian Pierre        |
| 1990  | Jean-Luc Dives          | Thierry Mues            |
| 1991  | Jean-Pierre Hellebaut   | Christian Pierre        |
| 1992  | Stéphane Ricour         | Jean-Pierre Turpin      |
| 1993  | Jean-Pierre Hellebaut   | Christian Pierre        |
| 1994  | Jean-Pierre Hellebaut   | Christian Pierre        |
| 1995  | Jean-Luc Dives          | Thierry Mues            |
| 1996  | Denis Courtois          | Cédric van den Borren   |
| 1997  | Christian Pierre        | Jean-Pierre Turpin      |
| 1998  | Jérôme le Maire         | Thierry Mues            |
| 1999  | Jérôme le Maire         | Thierry Mues            |
| 2000  | Jérôme le Maire         | Thierry Mues            |
| 2001  | Jean-Luc Dives          | Philippe Ruche          |
| 2002  | Christian Pierre        | Eric Vennin             |
| 2003  | Jean-Luc Dives          | Philippe Ruche          |
| 2004  | Jean-Luc Dives          | Philippe Ruche          |
| 2005  | Jean-Luc Dives          | Philippe Ruche          |
| 2006  | Raymond Peeters         | Jean-Claude Pierron     |
| 2007  | Jérôme le Maire         | Thierry Mues            |
| 2008  | Christian Pierre        | Eric Vennin             |
| 2009  | Christian Pierre        | Eric Vennin             |
| 2010  | Christian Pierre        | Eric Vennin             |
| 2011  | Jean-Luc Dives          | Philippe Ruche          |
| 2012  | Thierry Mues            | Jean-Pierre Turpin      |
| 2013  | Christian Pierre        | Eric Vennin             |
| 2014  | Guy De Bruyne           | Philippe Ruche          |
| 2015  | Christian Pierre        | Eric Vennin             |
| 2017  | Christian Pierre        | Eric Vennin             |
| 2018  | Louis Eggermont         | Paul Fraiteur           |
| 2019  | Louis Eggermont         | Paul Fraiteur           |

### Championnat de Belgique en blitz
Le championnat de Belgique en blitz a eu lieu la première fois en 2000. Il a été remporté 9 fois par Christian Pierre
| Année   | Vainqueur           |
| ------- | ------------------- |
| 2000    | Philippe Ruche      |
| 2001    | Philippe Ruche      |
| 2002    | Christian Pierre    |
| 2003    | Christian Pierre    |
| 2004    | Jean-Claude Pierron |
| 2005    | Jean-Pierre Turpin  |
| 2006    | Christian Pierre    |
| 2007    | Christian Pierre    |
| 2008    | Christian Pierre    |
| 2009    | Christian Pierre    |
| 2010    | Christian Pierre    |
| 2011    | Christian Pierre    |
| 2012    | Philippe Ruche      |
| 2013    | Christian Pierre    |
| 2014    | Louis Eggermont     |
| 2014-15 | Christian Pierre    |
| 2016    | Louis Eggermont     |
| 2017    | Luc Thomas          |
| 2018    | Louis Eggermont     |
| 2019    | Jean-Luc Dives      |

### Championnat de Belgique en paires en parties originales
| Année | Vainqueur        |                |
| ----- | ---------------- | -------------- |
| 2009  | Christian Pierre | Eric Vennin    |
| 2010  | Christian Pierre | Eric Vennin    |
| 2011  | Paul Fraiteur    | Thierry Mues   |
| 2012  | Paul Fraiteur    | Thierry Mues   |
| 2013  | Christian Pierre | Eric Vennin    |
| 2014  | Guy De Bruyne    | Luc Thomas     |
| 2015  | Louis Eggermont  | André Tricnaux |
| 2017  | Louis Eggermont  | André Tricnaux |
| 2018  | Christian Pierre | Eric Vennin    |

## Scrabble classique

### Championnat de Belgique de Scrabble classique
Un championnat de Belgique de Scrabble classique a lieu régulièrement depuis 2006. Le tournoi se déroule actuellement en 8 manches.
| Année | Vainqueur         |
| ----- | ----------------- |
| 2006  | Hughes Damry      |
| 2007  | Karamoko Ba       |
| 2008  | Jean-Luc Dives    |
| 2009  | Hughes Damry      |
| 2010  | Benoît Leroy      |
| 2011  | Hughes Damry      |
| 2012  | Olivier Papleux   |
| 2013  | Hughes Damry      |
| 2014  | Pascal Reisch     |
| 2015  | Hughes Damry      |
| 2016  | Eric Brulet       |
| 2017  | Pascal Reisch     |
| 2018  | Hughes Damry      |
| 2019  | Jean-Luc Dives    |
| 2020  | Pascal Reisch     |
| 2021  | Olivier Papleux   |
| 2022  | Jean-Paul Lejeune |
| 2023  | Jean-Luc Dives    |
| 2024  | Valentin Sampoux  |